# 凱納斯特紙牌
凯纳斯特纸牌(Canasta)是一款四人的纸牌游戏，使用两组纸牌。

## 原始凯纳斯特的規則

### 牌組和點數
這個經典遊戲為四名玩家，且兩名玩家分為一隊，而中每位玩家都玩自己的手牌，還有一個三人為一隊的六人遊戲。如果選擇合作夥伴，他們必須相間出牌。凱納斯特使用兩副完整的撲克牌。其中王牌、2視為百搭牌；4以上視為普通牌。
| 紙牌數字          | +凱納斯特中的卡的點值              |
| 紅色3             | 100（如果全部四個都保持則每個200） |
| 4，5，6，7        | 5                                  |
| 8，9，10，J，Q，K | 10                                 |
| 2（百搭），A      | 20                                 |
| 鬼牌（百搭）      | 50                                 |

最初的莊家是可以通過任何方法來選擇的，但記住在凱納斯特，莊家沒有特權或優勢。然後莊家在每回合之後順時針出牌。莊家負責洗牌和派牌，莊家向每位玩家派出11張牌。剩下的卡片放在桌子中央的牌疊中。

### 玩法
莊家左邊的玩家有第一回合，然後玩順時針方向。玩家通過從牌庫拿起頭一張牌，或者拿起棄牌堆，輪流開始。但是，玩家拿起棄牌是有限制的。如果從庫存中抽出的卡是紅色3的，則玩家必須立即放在牌組區，如果要進行組合，並抽另一張卡。
然後，玩家可以根據自己手中的卡片盡可能多製作合法牌組。當玩家從他們的手中丟棄一張牌到棄牌堆的頂部時，回合結束。沒有玩家可以“悔牌”一張已合併或放置的卡，或者如果他們決定自己可以拿走棄牌堆，則從抽牌堆上抽卡後改變主意。

#### 組合和凱納斯特
每個玩家/團隊保持各種數字的卡片的單獨組合。玩家永遠不能同對手組合。一個合法的組合由至少三張相同數字的牌組成。花色是不重要的，除了黑色3與紅色3不同。百搭卡可以作為任何數字，除了數字3。三人永遠不能在普通的遊戲中組合，儘管3或4個黑色3可能在玩家出場的過程中最後組合。
一個組合必須至少包含兩個普通牌，並且永遠不會有比普通牌更多的百搭牌（因此超過三個百搭牌）。例如：5-5-2和9-9-9-2-2-鬼牌是合法的。 5-2-2不是合法的，因為它只包含一張普通牌。 9-9-2-2-2-鬼牌不合法，因為它包含比普通牌更多的百搭牌。
一個凱納斯特是至少七張牌，無論是天然還是混合組合。天然的凱納斯特是只包含相同等級的卡片。混合的凱納斯特是包含普通數字牌和百搭牌的混合凱納斯特。
“隱藏的”凱納斯特是在玩家的手中的組合，並且被完全放到桌子上，或者僅需要從丟棄牌（丟棄的牌以一般的方式拾取）的頂卡。一個隱藏的凯纳斯特可能是天然的或混合的，並且獲得100分的獎勵分數（所以400個隱藏和混合的凱納斯特和600個隱藏的天然凱納斯特）。

#### 每輪流程
在比賽開始時，兩隊的初始要求的牌組最少為50。
當一個玩家/團隊還沒有在手中進行任何牌組時，該玩家必須滿足額外的分數要求才能使他們破冰。根據玩家/團隊的總成績，玩家輪到的牌數的總和必須等於或超過最低初始滿足要求：
| 負數      | 15  |
| 0-1495    | 50  |
| 1500-2995 | 90  |
| 3000以上  | 120 |

例如：如果玩家/團隊的得分為1600，尚未破冰，則初始組合6-6-6，KKK-2不能被打出，因為只有65分，但破冰要求為90 ，6-6-6，AAA-2的得分將達到95分，可以打出。請注意，如果一隊的總分低於1500，並且如果一隊的總分數達到3000或以上，那麼兩隊破冰的要求就不是90分。

#### 拿起棄牌堆
在開始的時候，玩家可以拿起整個丟棄牌，而不是從牌堆中抽出一張卡。他們只能拿起丟棄的牌，如果他們可以使用頂卡通過與一起新的合併從他們手中的另外兩張牌。只有頂牌與玩家/團隊相關才能拿起其餘的丟棄牌。此外，玩家/團隊必須使用丟棄堆的頂卡來滿足初始組合要求，才可拾取丟棄堆。
如果一張百搭牌已經被丟棄到丟棄堆上，則丟棄的牌堆被凍結。當丟棄牌被凍結時，如果玩家可以將頂牌與玩家手中的相同數字的兩張數字卡合併，則它可能只能被解凍（拾起）。
如果一個百搭牌或一個黑色3個在丟棄牌的頂部，它不能被拾取。然而，打出黑色3不會凍結，它只是作為一個“停牌”。在黑色3後丟棄的卡片允許再次拾取紙張（除非是百搭牌）。

#### 離場
如果玩家/團隊已經做出了兩個或更多的凯纳斯特，玩家可以使用他們手中的所有牌子棄出去。玩家只能通過將他所有的卡合併出去，如果需要，可以丟棄一張最後一張卡。在合法離場的過程中不需要放棄卡。如果玩家/團隊還沒有做任何凯纳斯特，那麼這個隊伍的玩家要在他們的回合結束時在他們手中留下最少一張牌。任何玩家離場時，回合都會立即結束。
考慮離場時，玩家可以要求他們的隊友離場許可;然而，不需要請求合作夥伴的許可，但如果完成，玩家必須遵守合作夥伴的回答。如果夥伴拒絕許可，玩家可能不會出現這個回合。如果合作夥伴回答“是”，則玩家必須離場。
如果一名玩家可以合法離場，但手中有三個或更多的3，這些可能只能在這個時候被解決。如果玩家需要抽卡時牌堆已經完全耗盡，回合就立即結束，也就是說，兩個團隊都不會獲得離場的獎勵。

### 得分
在每隻手的最後，每個隊的得分計算如下：
該玩家/團隊合併的所有卡片的總價值，包括卡片在凯纳斯特中減去團隊手中剩餘的所有卡片的總價值，以及獎分：
| 動作                      | +獎勵分數 |
| 離場                      | 100       |
| 每個混合的凯纳斯特        | 300       |
| 每個天然凯纳斯特          | 500       |
| 每張紅色3，最多三張       | 100       |
| 如果四張紅色3都被該隊打出 | 800       |

如果團隊累積了紅色3，但是在對手隊伍離場的時候還沒有造出組合，那麼玩家/團隊手中剩下的所有牌子的總分以及紅色3牌的值分從該隊的得分中減去。例如，如果一個團隊有三個紅色3，但還沒有得到任何組合，那麼在最後的時候，團隊將遭受300分的罰分，而不是拿到300分的獎分。
遊戲結束時，玩家/團隊的總成績達到5000以上。此時獲得的總分最高的團隊勝出。

## 凱納斯特為兩至三個玩家
凱納斯特可以與少於四名玩家一起玩，但規則有一些變化。 最重要的變化是在於開始獲得的牌數以及每個人自成一組玩的事實。 在只有三名玩家的遊戲中，每位玩家都會收到13張卡片。 在一個雙人遊戲中，每個玩家接收到15張卡，每個玩家在每次抽牌時都拿出兩張牌，並丟棄一張。 如果每個玩家抽兩張牌，通常還有一個要求是玩家必須做兩個凱納斯特才能離場。

## 外部連結
- How Stuff Works - How to Play Canasta（页面存档备份，存于）
- History of Canasta（页面存档备份，存于）